# 阿德里安娜·萨克斯
阿德里安娜·玛丽亚·萨克斯（西班牙語：Adriana María Sachs；1993年12月25日—），阿根廷女子职业足球运动员，司职中后卫，目前效力于阿韦利亚内达竞赛俱乐部和阿根廷国家女子足球队。她曾代表阿根廷参加2023年国际足联女子世界杯和2024年美洲女子金杯等多场国际赛事。